# الفونيو

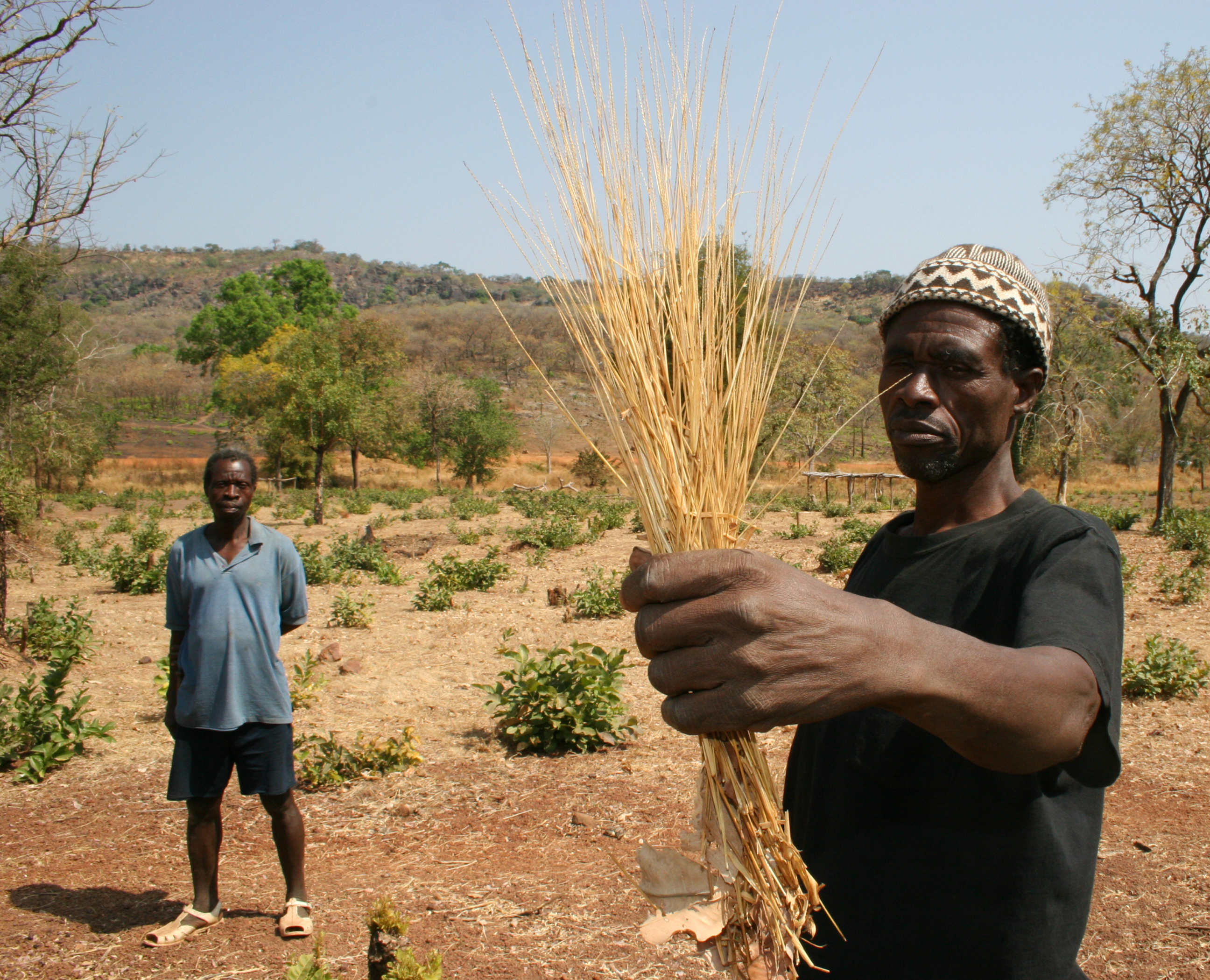
الفونيو الأبيض في منطقة تامباكوندا بجنوب السنغال

الفونيو ويُطلق عليه أحيانًا اسم فيندي أو آشا ، هو مصطلح يشير إلى نوعين من الأعشاب المزروعة في جنس عنق الثيل (باللاتينية: Digitaria) وهما من المحاصيل البارزة في بعض أجزاء غرب أفريقيا.  وهما الدخن مع الحبوب الصغيرة. 
الفونيو طعام مغذٍ ذو مذاق محبب.   يتم استهلاكه بشكل رئيسي في بلدان غرب أفريقيا، حيث تتم زراعته أيضًا.   وقد قُدر سوق الفونيو العالمي بـ 721.400 طن في عام 2020.  تنتج غينيا سنويًا أكبر كمية من الفونيو في العالم، وهو ما يمثل أكثر من 75% من الإنتاج العالمي في عام 2019.  الاسم فونيو (مأخوذ عن ) مأخوذ من Wolof foño . 

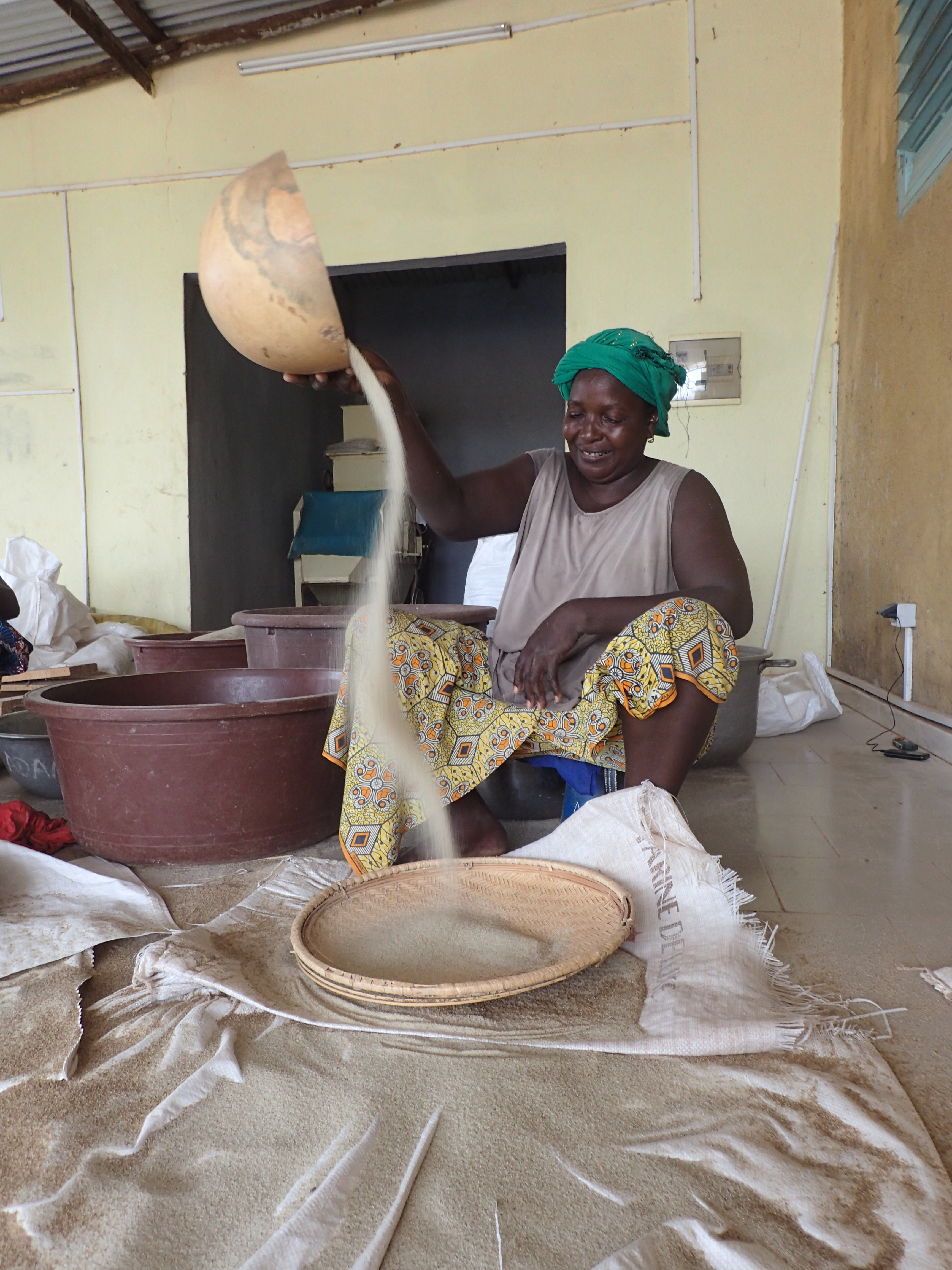
تذرية الفونيو في كيدوغو ، السنغال

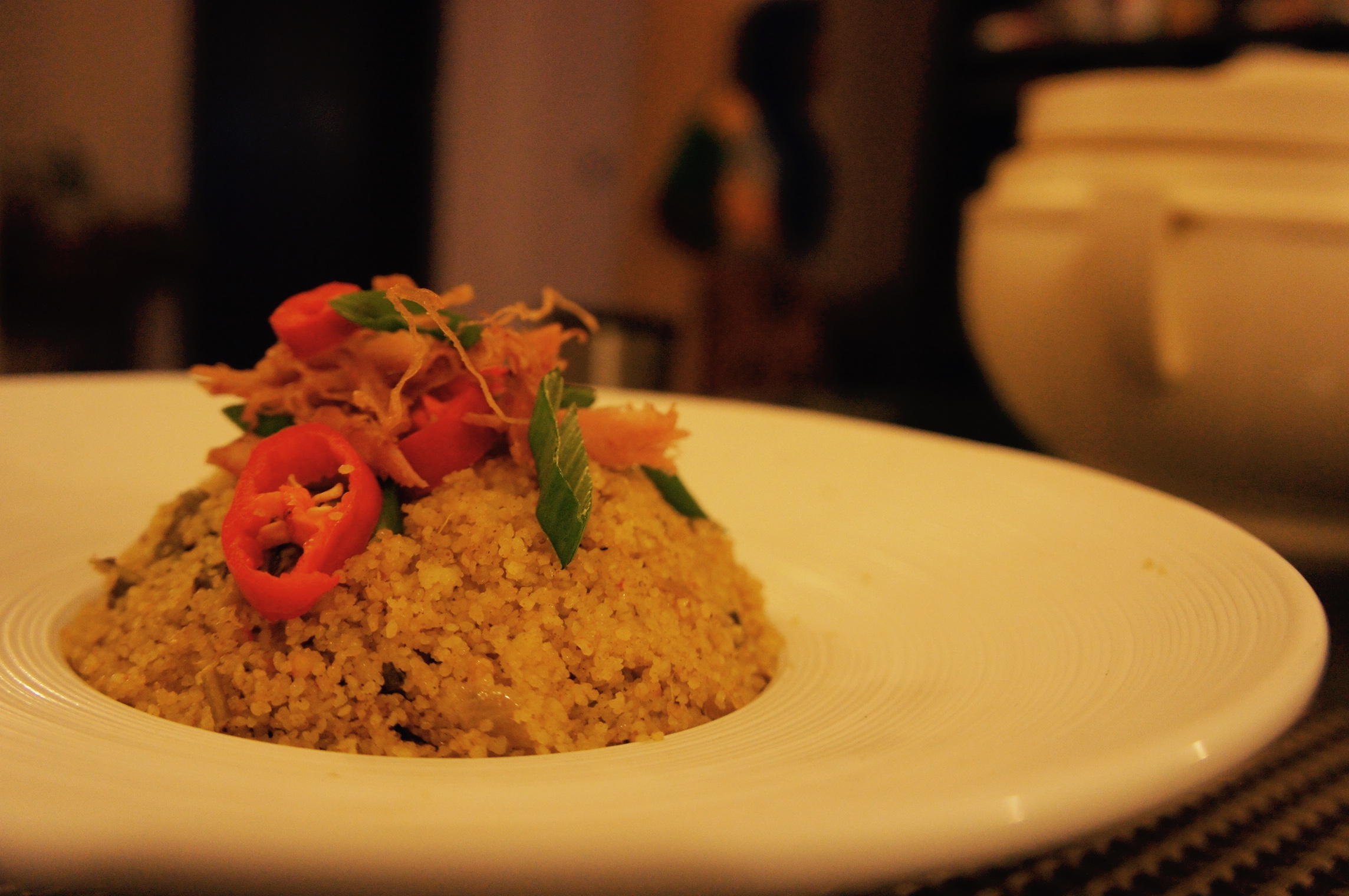
آشا (فونيو)

## الأنواع

### الفونيو الأبيض
الفونيو الأبيض، Digitaria exilis ، والذي يطلق عليه الأوروبيون أيضًا "الأرز الجائع"، هو النوع الأكثر شيوعًا بين مجموعة متنوعة من أنواع الديجيتاريا البرية والمستأنسة التي يتم حصادها في السافانا في منطقه غرب إفريقيا.  بذور الفونيو هي أصغر البذور بين جميع أنواع الدخن .  لدي الفونيو الأبيض القدرة على تحسين التغذية، وتعزيز الأمن الغذائي،  وتعزيز التنمية الريفية، ودعم الاستخدام المستدام للأرض. 
الفونيو مغذٍ، وخالي من الغلوتين ، وغني بالألياف الغذائية ،    الفونيو هو أحد أسرع الحبوب نموًا في العالم، حيث يصل إلى مرحلة النضج في أقل من ستة إلى ثمانية أسابيع.  وتستخدم حبوبه لصنع العصيدة والكسكس والخبز والبيرة . 

### الفونيو الأسود
الفونيو الأسود، <i id="mwWQ">D. iburua</i> ، المعروف أيضًا باسم iburu، هو محصول مماثل للفونيو الأبيض. يزرع في العديد من بلدان غرب أفريقيا ، وخاصة نيجيريا وتوغو وبنين .  مثل الفونيو الأبيض، هو مغذٍ وسريع النمو وله ميزة النضج قبل الحبوب الأخرى، مما يسمح بالحصاد خلال "موسم الجوع".  ومع ذلك، فهو يحتوي على بروتين أكثر بكثير مقارنة بـ D. exilis الفونيو الأبيض.
تتم زراعته في الغالب في المجتمعات الريفية ونادرا ما يتم بيعه تجاريا، حتى في مدن غرب أفريقيا. 

## الزراعة و الحصاد
ينمو الفونيو في المناخات الجافة دون ري، ومن غير المرجح أن يكون محصولاً ناجحاً في المناطق الرطبة.  يزرع في التربة الخفيفة (الرملية إلى الصخرية)، وينمو في التربة الفقيرة.  وتتراوح دورة النمو من 70 إلى 130 يومًا، حسب الصنف.  يمتلك الفونيو القدرة على التثبيت رباعي الكربون ، مثل العديد من الأعشاب الأخرى. وهي متوسطة الارتفاع.  يتراوح مستوى الصيغة الصبغية للأنواع من ثنائي الصيغة الصبغية (2n) ورباعي الصيغة الصبغية (4n) إلى سداسي الصيغة الصبغية (6n). 
يتطلب إنتاج الفونيو عمالة كثيفة في الحصاد والمعالجة. يستخدم الرجال والفتيان المنجل لقطع الفونيو، ثم تجمعه النساء في حزم ويشرعن في تجفيفه.  ثم يتم الدرس عن طريق نشرها على حصير من القش أو القماش ، و يتم ذلك عادة بواسطة النساء باستخدام أقدامهن. ثم يتم غسل الحبوب باليد. 
و حيث أن حبوب الفنيو صغيرة فأن عملية إزالة القشور ( الدرس) تكون صعبة وتستغرق وقتًا طويلاً.  حيث تشمل الطرق التقليدية دقها في ملاط بالرمل، ثم فصل الحبوب والرمل،  أو "وضعها" فوق اللهب ثم طحنها، مما يؤدي إلى الحصول على حبوب محمصة اللون (تقنية مستخدمة بين الأكبوسو ). .  يوفر اختراع آلة تقشير الفونيو البسيطة طريقة ميكانيكية أسهل للتقشير. 

## التسويق خارج أفريقيا
لم يكن الفونيو شائع خارج القارة الأفريقية حتى وقت قريب، و لكن عندما بدأت الشركات في أوروبا والولايات المتحدة في استيراد الحبوب من غرب أفريقيا، ازداد انتشره لما له من فوائد بيئية وغذائية . 

### الولايات المتحدة
في الولايات المتحدة الأمريكية، بدأت شركة Yolélé Foods، بقيادة الشيف السنغالي الأمريكي بيير ثيام، في استيراد وبيع الفونيو في عام 2017. ويأمل ثيام في تعريف الأمريكيين بتلك الحبوب وفي نفس الوقت يدعم الزراعة المستدامة والتقليدية في بوركينا فاسو وغانا ومالي والسنغال. الآن ما يعتبر طعامًا للفلاحين في غرب إفريقيا يُباع الآن في متاجر البقالة الفاخرة في الولايات المتحدة. 
ومع ذلك، يضع ثيام مشروعه كجزء من حركة أكبر لرفع القوة الاقتصادية للمزارعين الأفارقة، الذين تعرضوا للقمع على مدى قرون من قبل الهيمنة الغربية في النظام الغذائي العالمي. 

كيس فونيو من شركة Yolélé Foods تم شراؤه من سوبر ماركت أمريكي فاخر

### الاتحاد الأوروبي
في ديسمبر 2018، وافقت المفوضية الأوروبية على تسويق الفونيو كغذاء جديد في الاتحاد الأوروبي ، بعد أن عرضته شركة Obà Food الإيطالية لتصنيع وتسويق منتجات غذائية جديدة. تشمل هذه المنتجات معكرونة الفونيو، مما يكشف عن الرغبة في تغيير الفونيو ليكون أكثر قابلية للتمييز من قبل الأذواق الأوروبية.   
منذ هذه الموافقة الأولية، أصبح الفونيو تدريجيًا أكثر شعبية وأكثر سهولة في أوروبا. بحلول عام 2021، كان الاتحاد الأوروبي يستورد 422 طنًا متريًا (465.2 طنًا) من الفونيو، وهي زيادة كبيرة عن 172 طنًا متريًا (189.6 طنًا) المستوردة في عام 2016. 

## أنظر أيضا
- Teff – Edible annual grass native to the Horn of Africa
- Digitaria compacta – Species of grass also known as raishan
- Digitaria sanguinalis – Species of grass sometimes used as a crop
- Fonio husking machine – Invented by Senegalese Sanoussi Diakité

## قراءات أخرى
- "Fonio: an African cereal crop". CIRAD. مؤرشف من الأصل في 2023-05-28. اطلع عليه بتاريخ 2021-04-21.
- Portères، R. (1976). "African cereals: eleusine, fonio, black fonio, teff, Brachiaria, Paspalum, Pennisetum and African rice". في Harlan، J.R.؛ De Wet، J.M.J.؛ Stemler، A.B.L. (المحررون). Origins of African plant domestication. The Hague: Mouton. ص. 409–452.